# 新兎わい
新兎わい（にいとわい）とは、日本のバーチャルYouTuber。ゲーム実況や歌動画、雑談配信などの幅広い活動を行う。2025年4月現在、企業運営のバーチャルYouTuberグループなどに所属していない個人勢である。

## 経歴
2022年7月2日にVtuberとして活動を始める。2024年8月にチャンネル登録者数が100万人を突破した。
2023年2月初頭では約2万人であった登録者数が、2月末には20万人を超えるほどの急激な人気を博した。
パズルゲーム「Q」に挑戦するショート動画で注目を集めたことも話題となり、YouTube日本版公式ブログにて発表の「2023年日本のYouTube年間ランキング」では「トップ登録者増加クリエイター」部門の10位に選出された。
2025年4月現在の登録者数は 97.6万人である。
2024年12月にはF:NEXから完全受注生産でのフィギュア化が発表され、2025年2月まで受付が行われた。2024年から2025年にかけての冬シーズンには天羽しろっぷと共にひるがの高原スキー場とのコラボレーションを行い、等身大パネルなどがスキー場内に設置されたほか、バレンタインイベントや着ぐるみレースなどのイベントが催された。
新兎わいのイラストレーターは憂姫はぐれ。デザインは吉田音。Live2DモデリングはJujubeが担当している。